# Emma Guidotti
Emma Guidotti (Christiania, 28 mei 1852- Drøbak 21 november 1944 ) was een Noors zangeres en zangpedagoog.
Vincentia Sofie Emma Guidotti werd als zesde van zeven kinderen geboren in het gezin van de gipsmaker/stukadoor Peter “Pietro” Natale Guidotti uit Lucca en Catharina Sophie Thønnesen uit Kongsberg. Ze werd in 1889 de tweede vrouw van de schilder Ludvig Skramstad (1855-1912); ze volgde daarin haar jongere zuster Aurora Marie Adelheid Guidotti (14 maart 1855-6 maart 1888) op. In 1891 kwam dochter Karen, gevolgd door Nathalie en Helga. De inkomsten van Skramstad waren dermate laag, dat hij in 1902 zijn geluk in Duitsland ging zoeken, vrouw en kinderen achterlatend. Hij stuurde toen zijn financiële situatie verbeterde, geld naar Noorwegen.
Ze werkte  in de jaren 1880-1889 mee aan een aantal concerten, terwijl ze tegelijkertijd ook al les gaf.
Enkele concerten:
- 30 oktober 1880: Een concert in de Brødrene Hals concertzaal in samenwerking met Agathe Backer-Grøndahl, Gudbrand Bøhn en Johan Edvard Hennum (toen topmusici in Noorwegen).
- 29 mei 1884: Avond met koormuziek door het koor van Backer-Grøndahls man Olaus Andreas Grøndahl